# Seilbahn auf den Zuckerhut

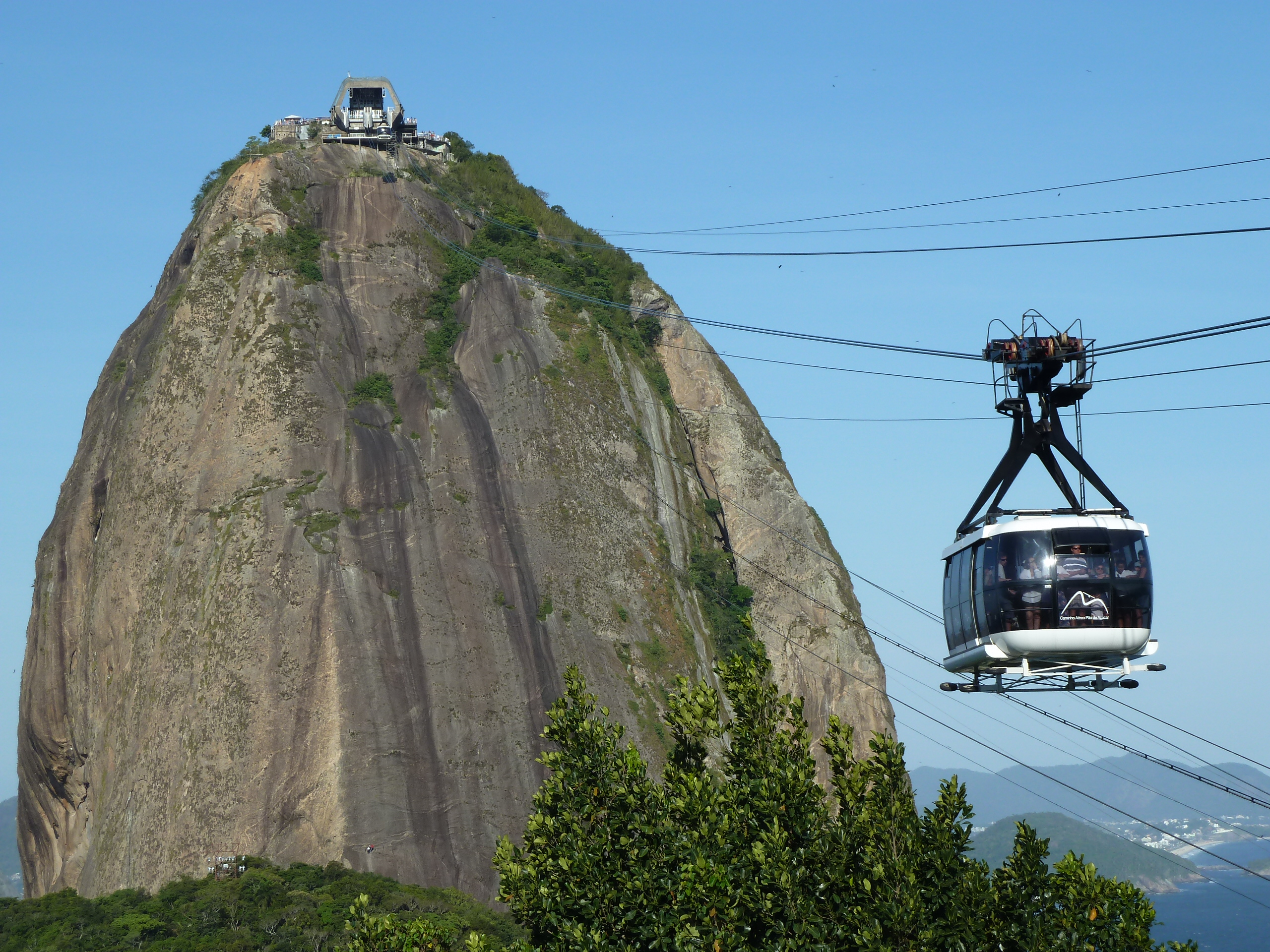
Seilbahn auf den Zuckerhut

Die Seilbahn auf den Zuckerhut, portugiesisch offiziell Teleférico do Pão de Açúcar, umgangssprachlich Bondinho do Pão de Açúcar, ist eine aus zwei Sektionen bestehende Luftseilbahn auf den Morro do Pão de Açúcar, den Zuckerhut in Rio de Janeiro, Brasilien. Sie ist nicht die einzige Seilbahn in dieser Stadt (Die andere führt von zwei Seiten auf den Berg Morro da Providência im Stadtteil Gamboa.) und nicht der einzige «Bondinho» („Bähnle“), Vgl. Straßenbahn Santa Teresa.

## Beschreibung

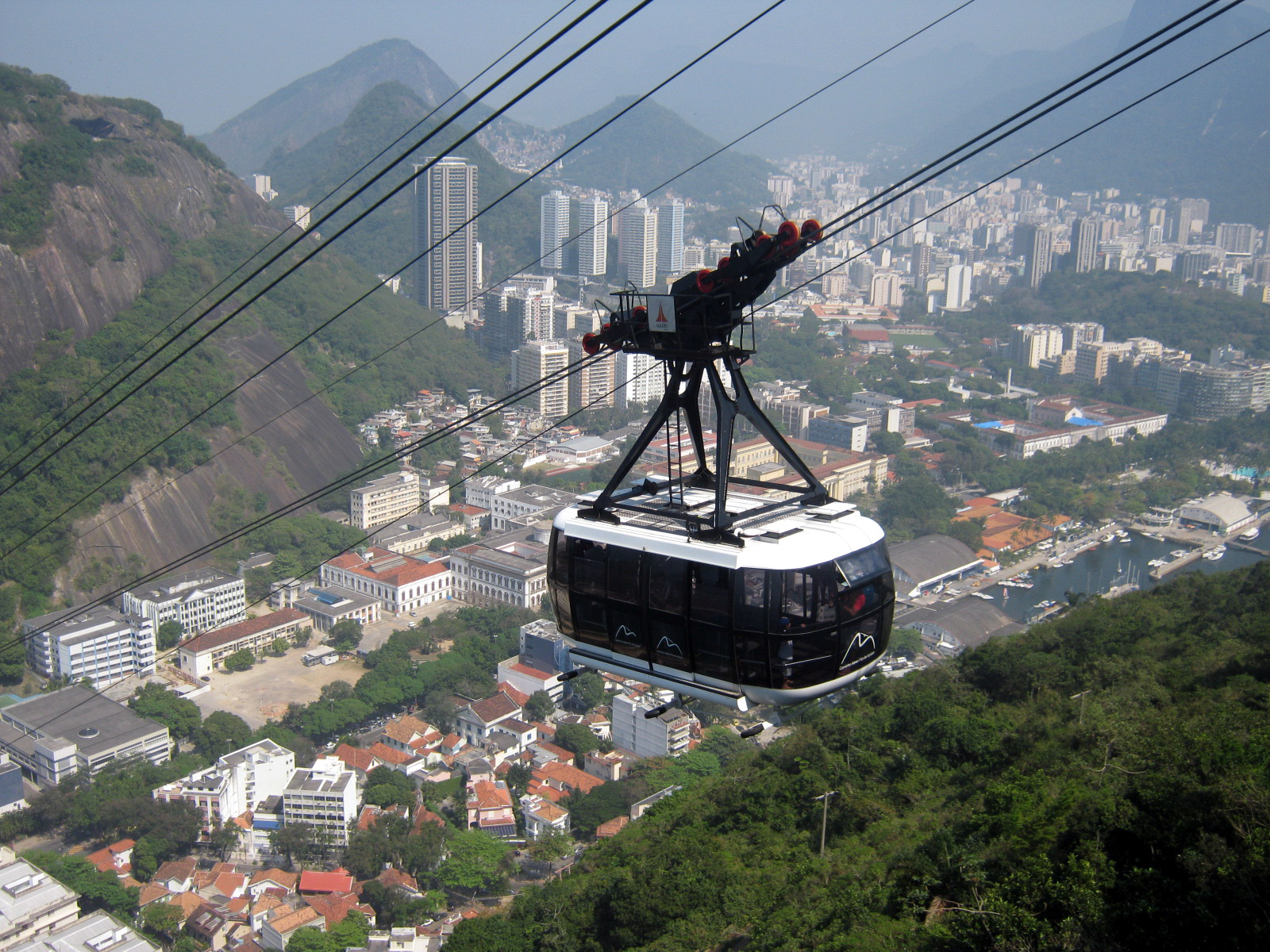
Abstieg vom Morro da Urca

Die Talstation der Seilbahn auf den Zuckerhut liegt an der Praça General Tibúrcio nächst der Praia Vermelha (Roter Strand) direkt unter der Felswand des Morro da Babilônia in nur 14 m Höhe über dem Meeresspiegel. Von dort geht eine stützenlose Pendelbahn zu der 226 m hoch gelegenen ersten Bergstation auf dem steil aufragenden, dennoch fast vollständig bewachsenen Morro da Urca, auf dem sich ein Theater mit aufschiebbarem Dach für 700 bis 1100 Personen, Restaurants, eine Diskothek, Andenkenläden sowie ein Hubschrauberlandeplatz befinden. Auf der gegenüberliegenden Seite dieser Anlage führen einige Stufen hinunter zur unteren Station der zweiten Sektion auf 220 m Höhe. Von dort führt eine weitere stützenlose Pendelbahn auf den Zuckerhut, einen 395 m hohen, unmittelbar aus dem Meer aufragenden Granitfelsen. Wegen der exponierten Lage befinden sich auf dem Gipfel außer der Bergstation nur einige Kioske und eine Aussichtsplattform. Von dort schweift der Blick vom Atlantik über die Buchten und Hügel von Rio bis zur Copacabana hinter dem Morro da Babilônia und zu dem mehr als fünf Kilometer entfernten Cristo Redentor auf dem Corcovado.
Die zwei je 65 Personen fassenden Kabinen beider Sektionen gleichen einander. Die gegenwärtigen Modelle wurden 2008 von CWA geliefert. Sie haben die leicht abgerundete Form ihrer Vorgänger, sind ebenfalls rundum mit nun leicht getöntem Acrylglas verkleidet, lassen somit das Aluminiumgerippe von innen nicht mehr so stark hervortreten.
Die Kabinen fahren in der 528 m langen unteren Sektion mit 6 m/s (21,6 km/h), der 735 m langen oberen mit 10 m/s (36 km/h), um in beiden die gleiche Fahrtdauer und Förderleistung von gut 3 Minuten bzw. 1170 Personen pro Stunde zu erreichen. Der Antrieb beider Sektionen befindet sich auf dem Morro da Urca, auf dem sich auch die hydraulischen Spannvorrichtungen der jeweiligen Tragseile befinden. Das Zugseil der ersten Sektion wird in der Talstation mit einem Gegengewicht von 7,3 t, das der zweiten in der Bergstation mit einem Gegengewicht von 17 t gespannt. Die Tragseile sind 50 mm, die Zugseile 24 mm stark.
Die vier Stationen wurden 1972 nach Plänen des vom Modernismus beeinflussten brasilianischen Architekten  und Stadtplaners Harry James Cole gebaut. Im Stil der Zeit wurden sie mit Sichtbeton und abgerundeten Dächern ausgestaltet.
Neben der Seilbahn verlaufen im Abstand von wenigen Metern die Trasse der Versorgungsseilbahn, einer vergleichsweise schlichten Pendelbahn mit rechteckigen, offenen Metallkörben, sowie ein an einem eigenen Seil befestigtes Stromkabel.
Die Seilbahn und die Anlagen auf dem Morro da Urca bzw. Morro do Pão de Açúcar werden von der privaten Gesellschaft Companhia Caminho Aéreo Pão de Açucar (CCAPA) betrieben.

## Geschichte

### Erste Seilbahn 1912/13

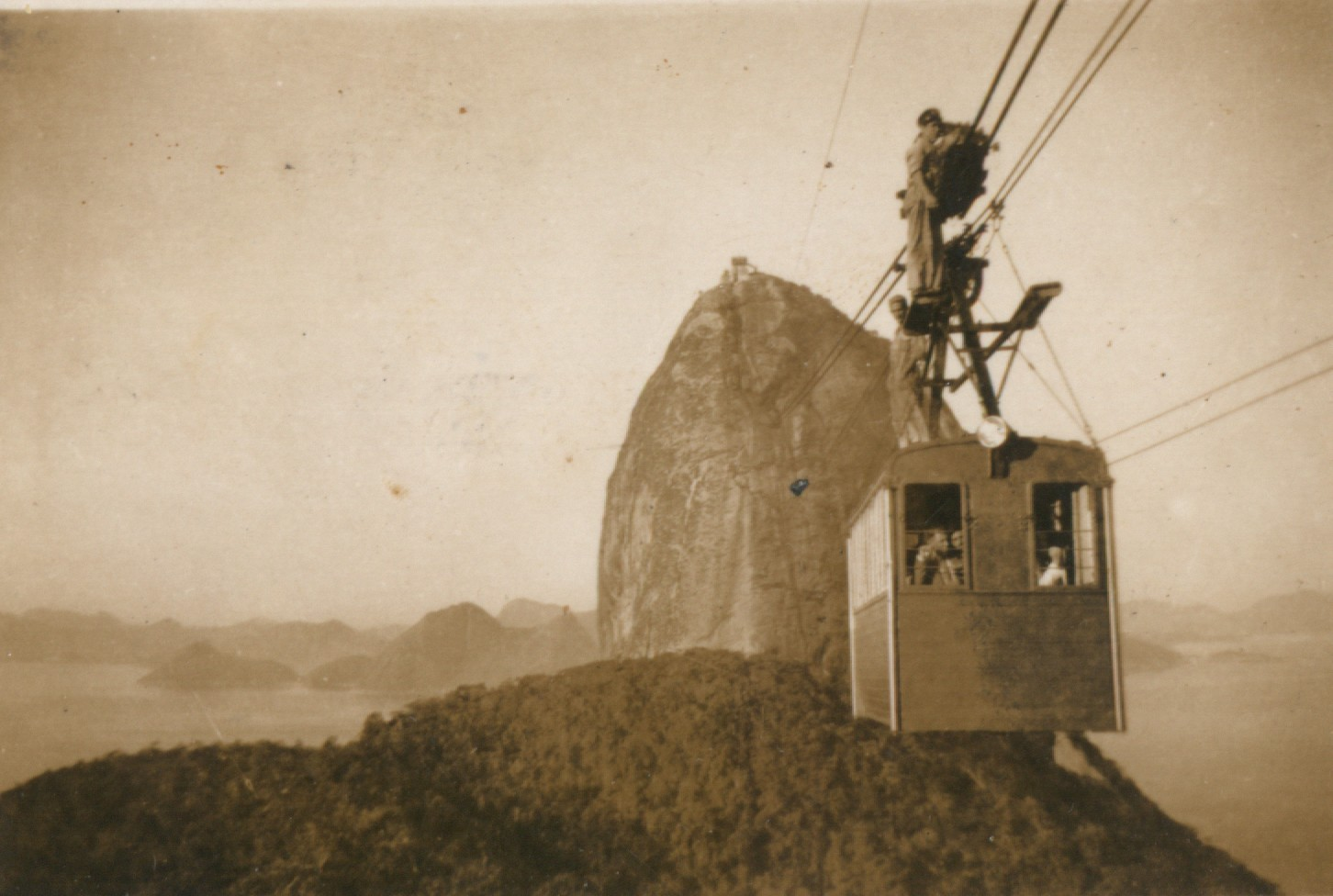
Ursprüngliche Seilbahn von 1912/13

1908 gab es zwar schon Materialseilbahnen, die insbesondere von Adolf Bleichert & Co. und Julius Pohlig in aller Welt gebaut wurden, aber noch kaum eine reine Personenseilbahn. Der Transbordador von Leonardo Torres Quevedo am Monte Ulia in Donostia-San Sebastián war 1907 in Betrieb gegangen, 1908 wurden die Kohlerer Bahn und der Wetterhorn-Aufzug eröffnet.
In diesem Jahr hatte der brasilianische Ingenieur Augusto Ferreira Ramos die Idee, eine Seilbahn über den Morro da Urca auf den Zuckerhut zu bauen. 1909 erhielt er die Konzession für Bau und Betrieb und gründete mit einigen Freunden die Companhia Caminho Aéreo Pão de Açucar, sodass 1910 mit den Bauarbeiten unter Julius Pohlig begonnen werden konnte. Zwei Jahre später, am 27. Oktober 1912, wurde die erste Sektion auf den Morro da Urca feierlich eröffnet. Am 18. Januar 1913 folgte die Eröffnung der zweiten Sektion auf den Zuckerhut, einer für die damalige Zeit einmaligen Anlage. Ihre rot bzw. gelb gestrichenen, rechteckigen Kabinen für 16 Passagiere fuhren mit einer Geschwindigkeit von 2 m/s auf zwei Tragseilen und wurden von zwei Zugseilen bewegt. Der Antrieb beider Sektionen war schon damals auf dem Morro da Urca, so dass die zweite Sektion die erste Pendelbahn war, die ihren Antrieb in der Talstation hatte. Dementsprechend waren die Spanngewichte für die erste Sektion in der Talstation, für die zweite Sektion jedoch in der Bergstation. Die Tragseile waren 44 mm, die Zugseile 20 mm stark. Diese Seilbahn blieb bis 1972 weitgehend unverändert in Betrieb. Noch heute ist eine auf dem Morro da Urca verbliebene gelbe Kabine zu besichtigen, ebenso wie die Mechanik der Talstation der zweiten Sektion.

### Zweite Seilbahn 1972

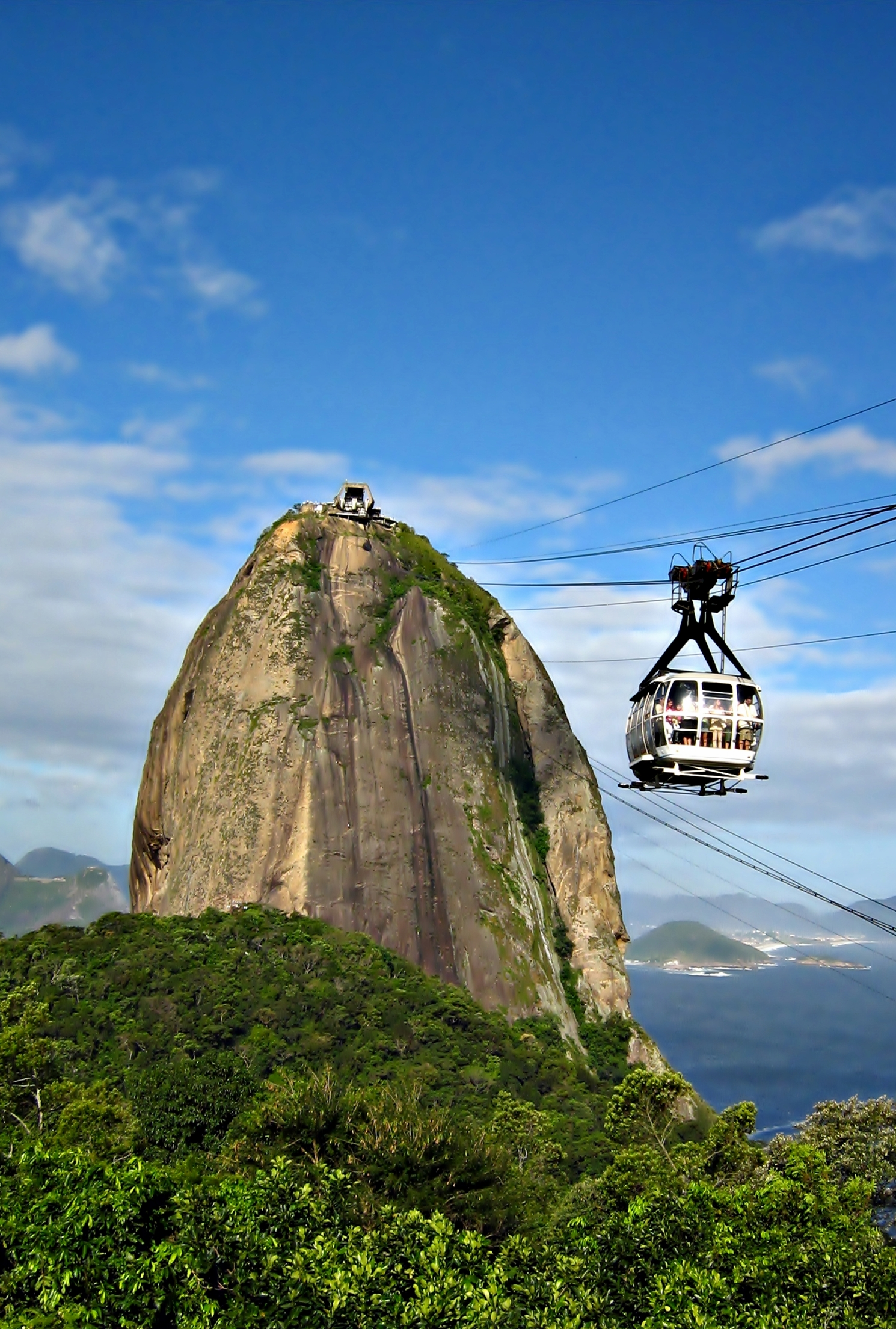
Seilbahn auf den Zuckerhut

Über die Jahrzehnte waren sowohl die Passagierzahlen als auch die Anforderungen an die Sicherheit gestiegen, so dass man sich für einen vollständigen Neubau entschied. Die Ausschreibung von 1969 gewann die italienische Firma Agudio, die gerade die Seilbahn auf die Marmolata fertiggestellt hatte. Agudio baute die neue Seilbahn im Zusammenwirken mit Christóvão Leite de Castro, dem Chefingenieur der CCAPA, und dem brasilianischen Architekten Harry James Cole in den Jahren 1970–72. Die neuen Stationen und die Seilbahn wurden unmittelbar neben der alten, einstweilen in Betrieb bleibenden Bahn gebaut. 60 Jahre nach der Eröffnung der ersten Sektion wurde die neue Seilbahn am 29. Oktober 1972 eröffnet. Die Kabinen wurden von der italienischen Firma Nardo geliefert. Sie hatten rundum durchsichtige Wände aus Acrylglas, das nur durch die glänzenden Gitter der Aluminiumkonstruktion unterbrochen wurde. Sie wurden 2008 gegen die heutigen Kabinen ausgetauscht, wobei zwei der früheren Kabinen vor der Talstation belassen wurden. Die alten Seile der zweiten Sektion wurden durch neue der Firma Fatzer ausgetauscht.

#### Störungen
Am 21. Oktober 2000 riss um etwa 17 Uhr das Zugseil der unteren Sektion. Die beiden an den je zwei Tragseilen hängenden Kabinen wurden durch die Fangbremse blockiert. Die Evakuierung der Kabinen, bei der 65 Passagiere durch die Feuerwehr in Sicherheit gebracht wurden, dauerte etwa zwei Stunden. Die rund 350 Touristen auf dem Morro da Urca und auf dem Zuckerhut wurden mit der je 8 Personen fassenden Versorgungsseilbahn zurückgebracht. Zwei über 70 Jahre alte Personen wurden mit dem Hubschrauber vom Berg geflogen.
Am 24. April 2010 mussten etwa 40 Touristen eine Stunde in den Kabinen ausharren, weil ein Sicherheitsschalter den Betrieb blockiert hatte.

## Trivia
Berühmte Passagiere der Seilbahn waren u. a. Albert Einstein, John F. Kennedy, Gina Lollobrigida, Johannes Paul II., Lech Wałęsa und Brooke Shields.
Im März 1977 stieg der amerikanische Seiltänzer Steven McPeak mit einer Balancierstange auf einem der Seile vom Morro da Urca zum Zuckerhut.
An der Seilbahn kommt es im James-Bond-Film Moonraker – Streng geheim von 1979 mit Roger Moore zu einer spektakulären Verfolgungsjagd, bei der James Bond seinem Widersacher „Beißer“ nur knapp entkommt.